# Chen Siming
Chen Siming (* 30. Dezember 1993) ist eine chinesische Poolbillardspielerin aus Shanghai. Sie gewann 2017 die Goldmedaille bei den World Games.

## Karriere
Nachdem Chen 2009 bei den China Open und bei der 9-Ball-Weltmeisterschaft das Achtelfinale erreicht hatte, wurde sie Anfang 2010 bei den Amway World Open Dritte. Im August 2010 gelang ihr der erste große Turniersieg, als sie im Finale der China Open überraschend die mehrmalige Weltmeisterin Allison Fisher besiegte. Wenige Tage später erreichte sie bei der 9-Ball-WM das Viertelfinale.
Im März 2011 erreichte Chen das Finale der Amway World Open und unterlag der Südkoreanerin Kim Ga-young. Wenig später gewann sie die Philippines Open und kam bei den Beijing Open auf den dritten Platz. Nach dem Turnier in der chinesischen Hauptstadt übernahm sie erstmals den ersten Platz der Weltrangliste. Bei den China Open 2011 unterlag sie im Finale ihrer Landsfrau Fu Xiaofang mit 3:9. Im September zog sie bei der 9-Ball-WM erstmals ins Endspiel ein, das sie jedoch gegen Bi Zhuqing verlor. Bei der 10-Ball-WM erreichte sie das Achtelfinale. Ende November 2011 gewann sie im Finale gegen Junko Mitsuoka zum ersten Mal die All Japan Championship.
Bei den Amway World Open 2012 wurde Chen Dritte. Im Sommer 2012 schied sie bei der 9-Ball-WM im Viertelfinale aus und zog bei der 10-Ball-WM ins Finale ein, in dem sie sich Kim Ga-young mit 5:10 geschlagen geben musste. Bei den China Open 2012 erreichte sie das Halbfinale. Im Frühjahr 2013 gewann sie während eines mehrwöchigen USA-Aufenthalts jeweils ein Turnier der Joseph Pechauer Northeast Women’s Tour und der OB Cues Ladies Tour. Wenig später gelang ihr bei den China Open zum dritten Mal der Finaleinzug. Im Endspiel verlor sie mit 8:9 gegen Liu Shasha. Im Juli 2013 nahm sie erstmals an den World Games teil und verpasste beim 9-Ball-Wettbewerb der Damen nur knapp eine Medaille. Nachdem sie im Halbfinale mit 8:9 gegen Kim Ga-young verloren hatte, unterlag sie im Spiel um Platz drei der amtierenden Weltmeisterin Kelly Fisher mit 6:9. Bei der 9-Ball-WM 2013 schied sie im Viertelfinale aus, bei der 10-Ball-WM im Achtelfinale.
Anfang 2014 belegte Chen beim WPBA Masters und bei den Amway World Open den dritten Platz. Bei den China Open 2014 schied sie im Halbfinale gegen Kim aus. Im Oktober 2014 zog sie zum insgesamt dritten Mal in ein WM-Finale ein, nach 2011 zum zweiten Mal im 9-Ball, und musste sich Liu Shasha mit 8:9 geschlagen geben, nachdem sie bereits mit 8:6 geführt hatte. 2015 wurde Chen bei den China Open und beim WPBA Masters Dritte. Bei der 9-Ball-WM 2015 schied sie im Achtelfinale gegen Pan Xiaoting aus. Im März 2016 gewann sie durch einen 17:11-Finalsieg gegen Kelly Fisher die Chinese 8-Ball World Championship. Bei der All Japan Championship 2016 erreichte sie das Halbfinale. Wenig später schied sie bei der 9-Ball-WM 2016 bereits im Achtelfinale gegen Karen Corr aus.
Im März 2017 gewann Chen mit einem 11:8-Sieg im Finale gegen Pan Xiaoting den Amway Cup. Wenig später belegte sie bei der Chinese Pool World Championship und bei den WPBA Rivers US Open den dritten Platz. Im Juni 2017 gewann sie nach 2010 zum zweiten Mal die China Open. Im Endspiel gegen Liu Shasha konnte sie dabei einen 6:8-Rückstand zu einem 9:8-Sieg drehen. Bei den im Anschluss ausgetragenen CBSA International Open wurde sie Dritte. Im Juli 2017 gewann sie beim 9-Ball-Wettbewerb der World Games in Breslau als erste Chinesin die Goldmedaille: Nach Siegen gegen Jennifer Barretta, Kristina Tkatsch und Chezka Centeno besiegte Chen im Finale Kim Ga-young mit 9:3.

### Mannschaftskarriere
2012 wurde Chen erstmals für die Team-Weltmeisterschaft nominiert, bei der sie mit der zweiten chinesischen Mannschaft das Halbfinale erreichte. 2014 war sie Teil des Teams China 1 und schied erneut im Halbfinale aus.

### Snooker
Bei den Asienspielen 2010 gewann Chen im Finale gegen Lai Hui-shan durch einen 4:0-Sieg die Goldmedaille im Six-Red-Snooker. Beim Mannschaftswettbewerb gewann sie mit dem chinesischen Team nach einer Finalniederlage gegen Hongkong Silber.

## Erfolge
- China Open: 2010, 2017
- Asienspiele – Six-Red-Snooker: 2010
- All Japan Championship: 2011
- Chinese 8-Ball World Championship: 2016
- Amway Cup: 2017
- World Games: 2017